# كليمنس هاخ
كليمنس أوغسطينوس هاخ (ولد عام 1970 في الجزائر ) هو دبلوماسي ألماني . منذ أغسطس 2022، يشغل منصب سفير جمهورية ألمانيا الاتحادية لدى البحرين .  
حصل كليمنس هاخ على شهادة البكالوريا (ما يعادل شهادة الثانوية الألمانية) من المدرسة الثانوية الفرنسية في بون عام 1988. ثم أكمل خدمته العسكرية الأساسية في بينيبيرج وكولونيا قبل ان يبدأ دراسة الدراسات الإسلامية والقانون الدستوري والتاريخ الدستوري والاجتماعي والاقتصادي في جامعة بون من عام 1990 إلى عام 1998. وفي عام 1999 أكمل دراسته وحصل على درجة الماجستير في الدراسات الإسلامية.
في نفس العام، التحق بالسلك الدبلوماسي وزارة الخارجية . بعد أن أكمل تدريبه كملحق، عمل مستشاراً سياسياً في السفارة الألمانية في كاراكاس ، فنزويلا ، من عام 2000 إلى عام 2002. ثم انتقل بعد ذلك إلى السفارة الألمانية في سان خوسيه ، كوستاريكا ، كممثل دائم للسفير. ومن عام 2005 إلى 2008 شغل منصب مستشار في القسم الخاص بأفغانستان في وزارة الخارجية الألمانية، قبل أن يعمل من 2008 إلى 2010 كنائب دائم للسفير في السفارة الألمانية في دار السلام، تنزانيا.
في الفترة من 2010 إلى 2012، عمل هاخ كموظف تبادل في وزارة الخارجية الأمريكية، حيث شغل منصب مستشار للمبعوث الخاص لشؤون باكستان وأفغانستان. بعد عودته من الخارج، تولى مجددًا منصبًا في وزارة الخارجية الألمانية في برلين، حيث شغل نائب رئيس قسم شؤون سوريا ولبنان. ومن عام 2015 إلى 2016، ترأس أيضًا فريق العراق إلى جانب مهامه الأخرى. بعد ذلك، انتقل إلى السفارة الألمانية في بوغوتا، كولومبيا، حيث عمل كنائب دائم للسفير. ومنذ أغسطس 2022، يشغل هاخ منصب سفير جمهورية المانيا الاتحادية لدى مملكة البحرين في السفارة الألمانية في المنامة.
كليمنس هاخ متزوج ولديه ستة أطفال.
- Lebenslauf. In: Deutsche Botschaft Manama. Abgerufen am 3. April 2023.